# Germaine Delage (corsetière)
Pour les articles homonymes, voir Germaine Delage (homonymie) et Delage.
Germaine Delage, née Marie Antoinette Delage le 26 août 1883 à Excideuil et morte le 28 mars 1971 à Eymet, est une corsetière française.

## Biographie

### Jeunesse et famille
Marie Antoinette Delage naît en 1883 à Excideuil, fille de Jules Delage, menuisier, et Louise Dubost, sa femme. En 1912, elle épouse à Paris Étienne Augustin Briol, un commerçant dont elle divorce six ans plus tard.

### Carrière
La maison de corsets Delage ouvre en 1905 au 9, rue de la Paix. Marie Antoinette Delage, qui se fait désormais appeler Germaine Delage, devient une référence en matière de corsets,. Elle dépose en 1908, sous le no 387508, un brevet de 15 ans pour un corset. Elle commercialise dans sa boutique ce qu'elle a baptisé des Esthétic-Corsets, qu'elle promeut au moyen d'encarts publicitaires dans la presse, illustrés par la photographie de Mlle Maroussia Destrelle, artiste du Vaudeville.
La maison Delage est transférée vers 1914 au 28, rue Tronchet et disparaît des annuaires  après 1922. On perd la trace de Germaine Delage après cette date.
Marie Antoinette Delage meurt en 1971 à Eymet.